# Uthi Gudz Namn nu rese wij
Uthi Gudz Namn nu rese wij är en psalm i 1695 års psalmbok i tre verser. Den är en färdleis, en resesång som användes på korståg och pilgrimsfärder under medeltiden. Det är denna leis som Sturekrönikans skildring av slaget på Brunkeberg år 1471 alluderar på. Enligt Högmarck (1736) är den ursprungliga tyska texten In Gottes Nahmen fahren wir av kantorn i Joachimsdal, Nicolaus Heermann. Översättningen till svenska gjordes, enligt Högmarck, av Lauretius Jonae Gestricus.
Melodin är enligt 1697 års koralbok samma som används till psalmen Desse äro de tio bud (nr 1).

## Publicerad som
- Nr 336 i 1695 års psalmbok under rubriken "Psalmer för Resande til landz och watn".
- Nr 968 i Luthersk psalmbok, 1996, med titeln "I Jesus namn nu reser vi".